# Fred till varje pris

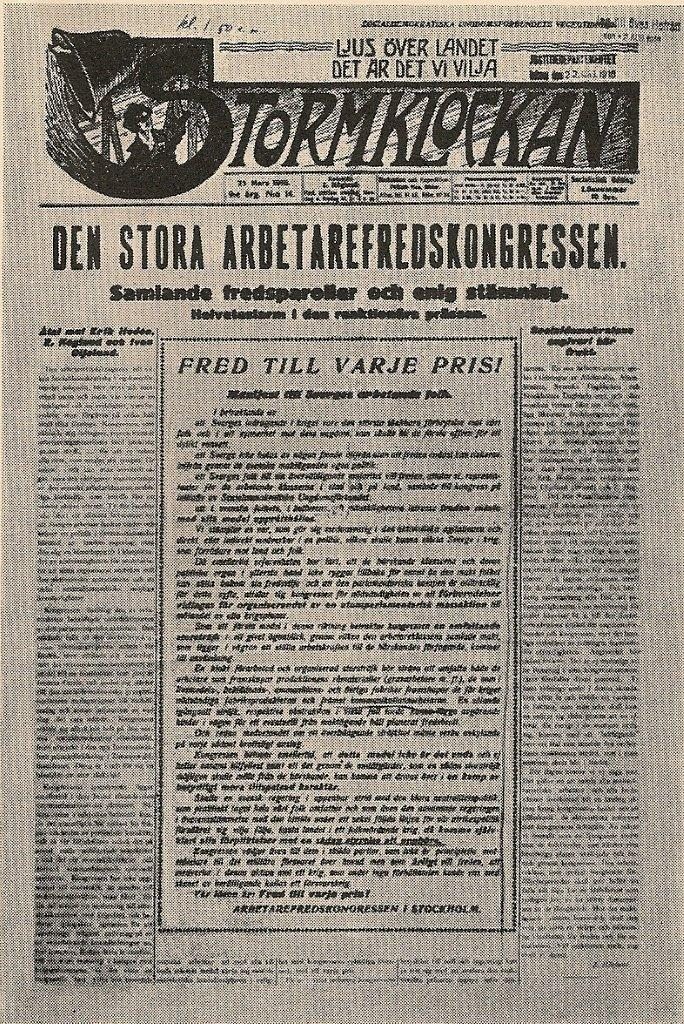
Stormklockan nr 14, 1916. Det enda bevarade numret av Stormklockan med fredsmanifestet då upplagan konfiskerades. Det är stämplat av Svea hovrätt och Justitiedepartementet (Riksarkivet). Många andra tidningar publicerade dock fredsmanifestet utan att myndigheterna ingrep, bland annat Dagens Nyheter.

Fred till varje pris var det officiella manifestet efter en fredskongress 1916 i Folkets hus i Stockholm, som den 21 mars publicerades i rad olika dagstidningar. Den ansvarige författaren till manifestet var det socialdemokratiska ungdomsförbundets (SDUF) ledare Zeth Höglund. Manifestet utgjorde det viktigaste bevismaterialet i den så kallade förräderiprocessen mot Höglund och två andra framträdande socialister. 

## Manifestet Fred till varje pris
Det följande är en avskrift från publiceringen i Dagens Nyheter:
Manifest till Sverges arbetande folk.
I betraktande av att Sverges indragande i kriget vore den största tänkbara förbrytelse mot vårt folk och i all synnerhet mot dess ungdom, som skulle bli de första offren för ett dylikt vanvett;
att Sverge icke hotas av någon fiende utifrån, utan att freden endast kan riskeras inifrån genom de svenska maktägandes egen politik:
att Sverges folk till sin överväldigande majoritet vill freden, uttala vi, representanter för de arbetande klasserna i stad och på land, samlade till kongress på initiativ av Socialdemokratiska ungdomsförbundet:
att i svenska folkets, i kulturens och mänsklighetens intresse freden måste med alla medel upprätthållas.
Vi stämpla envar, som gör sig medansvarig i den aktivistiska agitationen och direkt eller indirekt medverkar i en politik vilken skulle kunna störta Sverge i krig, som förrädare mot land och folk.
Då emellertid erfarenheten lärt, att de härskande klasserna och deras politiska organ i yttersta hand icke ryggar tillbaka för annat än den makt, folket kan sätta bakom sin fredsvilja, och att den parlamentariska kampen är otillräcklig för detta syfte, uttalar kongressen sig för nödvändigheten av, att förberedelser vidtas för organiserandet av en utomparlamentarisk massaktion till mötande av alla krigsplaner. 
Som ett första medel i denna riktning betraktar kongressen en omfattande storstrejk i ett givet ögonblick, genom vilken den arbetarklassens samlade makt, som ligger i vägran att ställa arbetskraft till de härskandes förfogande, kommer till användning. 
En klokt förarbetad och organiserad storstrejk bör sträva att omfatta både de arbetare, som framskapar produktionens råmaterialer (gruvarbetare m.fl.), de som i livsmedels-, beklädnads-, ammunitions- och övriga fabriker framskapar de för kriget nödvändiga fabriksprodukterna, och främst kommunikationsarbetarna. En sådan igångsatt strejk, resp. obstruktion i vissa fall, torde kunna lägga avgörande hinder i vägen för ett eventuellt från maktägande håll planerat fredsbrott. Och redan medvetandet om ett överhängande strejkhot måste verka avkylande på varje sådant brottsligt anslag. 
Kongressen betonar emellertid, att detta medel icke är det enda och ej heller ensamt är tillfyllest samt att det genom motåtgärder, som en sådan storstrejk möjligen skulle möta från de härskande, kan komma att drivas över i en kamp av långt mer tillspetsad karaktär. 
Skulle en svensk regering i uppenbar strid med den klara neutralitetspolitik, som praktiskt taget hela vårt folk omfattar och som även den nuvarande regeringen i överensstämmelse med den under ett sekel följda linjen för vår utrikespolitik försäkrat sig vilja följa, kasta landet i ett folkmördande krig, då kommer självklart alla förpliktelser mot en sådan styrelse att upphöra. 
Kongressen vädjar även till dem i skilda partier, som icke är principiella motståndare till det militära försvaret över huvud taget men som ärligt vill freden, att medverka i denna aktion mot ett krig, som under inga förhållanden kunde ens med skenet av berättigande kallas ett försvarskrig.

Vår lösen är Fred till varje pris.